# Kabinett Kubel I
Das Kabinett Kubel I bildete vom 8. Juli 1970 bis zum 10. Juli 1974 die Niedersächsische Landesregierung. Alfred Kubel wurde am 8. Juli 1970 zum Ministerpräsidenten gewählt. Die Regierung wurde mit der Landtagswahl 1974 beendet.
| Amt                                    | Name              | Partei | Partei |
| -------------------------------------- | ----------------- | ------ | ------ |
| Ministerpräsident                      | Alfred Kubel      |        | SPD    |
| Stellvertreter des Ministerpräsidenten | Kurt Partzsch     |        | SPD    |
| Soziales                               | Kurt Partzsch     |        | SPD    |
| Inneres                                | Richard Lehners   |        | SPD    |
| Wirtschaft und öffentliche Arbeiten    | Helmut Greulich   |        | SPD    |
| Ernährung, Landwirtschaft und Forsten  | Klaus-Peter Bruns |        | SPD    |
| Finanzen                               | Siegfried Heinke  |        | SPD    |
| Justiz                                 | Hans Schäfer      |        | SPD    |
| Kultus                                 | Peter von Oertzen |        | SPD    |
| Bundesangelegenheiten                  | Herbert Hellmann  |        | SPD    |